# Mistrzostwa Polski w koszykówce mężczyzn (1939)
XI Mistrzostwa Polski w koszykówce mężczyzn, ostatnie przed II wojną światową. Turniej finałowy odbył się w Warszawie w dniach 24 - 26 marca 1939 r. z udziałem 4 drużyn.

## Klasyfikacja końcowa
| Miejsce | Zespół           | Mecze | Zwycięstwa-Porażki | Bilans punktów |
| złoto   | KPW Poznań       | 3     | 3-0                | 143:88         |
| 2.      | Polonia Warszawa | 3     | 2-1                | 109:106        |
| 3.      | AZS Lwów         | 3     | 1-2                | 85:104         |
| 4.      | Cracovia         | 3     | 0-3                | 84:123         |